# Heavy metal (album)
Heavy metal è il secondo album in studio del gruppo musicale italiano hip hop Cor Veleno, pubblicato nel 2004 da La Grande Onda.
Una delle voci che chiama Squarta al telefono nella traccia Minimal Rome è dell'attore Elio Germano.

## Tracce
1. Ozzy
2. Heavy metal
3. Minimal Rome
4. Le guardie, i pompieri e l'ambulanza
5. Bonsai
6. Potente in culo
7. Kamikaze
8. Un mestiere qualunque
9. Si
10. Mucho gusto
11. Più del dovuto
12. Fenomeni
13. Il trattamento
14. (Closer)
15. Giungla giungla
16. Kelly
17. Potente in culo (Radio Edit)